# Epoligosita clara
Epoligosita clara is een vliesvleugelig insect uit de familie Trichogrammatidae. De wetenschappelijke naam is voor het eerst geldig gepubliceerd in 1981 door Hayat & Viggiani.